# Altoona, Pennsylvania

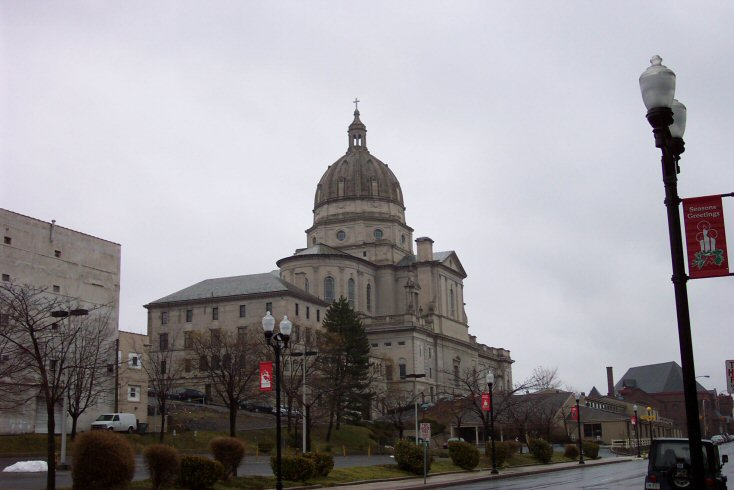
Cathedral of the Blessed Sacrament

Altoona är en stad i Blair County i delstaten Pennsylvania i USA med 49 523 invånare (2000).
Staden grundades av Pennsylvania Railroad 1849 och verkstaden Altoona Works tillverkade lokomotiv och annat till järnvägen, som alltid varit central för stadens ekonomi och sysselsättning. Med järnvägens minskade betydelse efter andra världskriget har staden drabbats av en viss avindustrialisering. Butikskedjan Sheetz har sitt högkvarter i staden. 
Bland kända personer från Altoona kan nämnas Michael Behe och Hedda Hopper.

### Översättning
Den här artikeln är helt eller delvis baserad på material från engelskspråkiga Wikipedia, tidigare version.